# José Jacinto Cuevas
José Jacinto Cuevas Barrera (* 16. August 1821 in Mérida; † 1878 in Mérida) war ein mexikanischer Komponist, Dirigent und Musikpädagoge.

## Leben
Cuevas war der Sohn des kubanischen Musikers Mariano Cuevas, der eine Stelle an der Kathedrale von Mérida hatte. Er wurde von Francisco Quiroz, dem Chorleiter der Kathedrale, ausgebildet. Er gründete und leitete die Banda Sinfónica und die Philharmonische Gesellschaft sowie das erste Kammerorchester von Yucatán. Zudem gründete er 1873 das erste Konservatorium in Mérida. Bekannt war er als Komponist der Hymne von Yucatán. Er komponierte weitere Werke, u. a. einen Trauermarsch und Walzer für Klavier.

## Werke
- Miscelánea Yucateca
- Mosaico Yucateco
- Marcha Fúnebre für Klavier
- Espinnas del corazón, Walzer
- Cinta azul, Walzer
- Flores mustias, Walzer
- Himno Yucateco (Text von Manuel Palomeque Solís)